# 오늘도 당신곁에 지영애입니다
오늘도 당신곁에 지영애입니다는 대한민국의 방송국 기독교대구방송의 라디오 채널 대구CBS 표준FM에서 월~토요일 오후 5시 5분부터 저녁 6시까지 방송했던 팝 음악전문 라디오 프로그램이다.

## DJ
- 지영애 아나운서.정왕교.가수

## 같이 보기
- 기독교대구방송
- 대구CBS 표준FM

| 대구CBS 표준FM          |                              |                          |
| 이전                    | 오늘도 당신곁에 지영애입니다 | 다음                     |
| 유영석의 팝콘           | 오늘도 당신곁에 지영애입니다 | CBS 저녁종합뉴스         |
| 오후 4시 5분 ~ 오후 5시 | 오후 5시 5분 ~ 저녁 6시      | 저녁 6시 ~ 저녁 6시 20분 |
| 정시 CBS 노컷뉴스       | 정시 CBS 노컷뉴스            |                          |